# 奧本 (伊利諾伊州)
奧本（英語：Auburn）是一個位於美國伊利諾伊州桑加蒙縣的城市。

## 地理
奧本的座標為39°35′20″N 89°44′45″W / 39.58889°N 89.74583°W，而該地的平均海拔高度為191米（即627英尺）。

## 人口
根據2010年美國人口普查的數據，奧本的面積為10.70平方千米，當中陸地面積為10.70平方千米，而水域面積為0.00平方千米。當地共有人口4771人，而人口密度為每平方千米445.89人。